# Gelibolu
Pour les articles homonymes, voir Gallipoli.
Gelibolu (aussi connue comme Gallipoli, Gelibolu étant le nom turc) est une ville turque située près du détroit des Dardanelles. Le nom est une déformation du nom grec de la ville, Kallipolis (Καλλίπολις) ou Callipolis : « belle ville ».

## Histoire
Située sur la péninsule du même nom (Gelibolu Yarımadası en turc), elle est bordée par la mer Egée à l'Ouest et le détroit des Dardanelles à l'Est. Dans ses alentours s'élève autrefois Lysimacheia, la capitale de Lysimaque, l'un des diadoques d'Alexandre le Grand.
En 1354, après que les défenses de la ville ont été endommagées par un tremblement de terre, la ville tombe aux mains de Soliman, le fils aîné du sultan Orhan (1324-1362), ce qui marque le début de l'occupation ottomane des Balkans. Elle devient alors une importante base navale et la capitale du pachalik de l'Archipel qui couvre les îles de la mer Égée.
Pendant la Première Guerre mondiale en Orient, la bataille des Dardanelles se déroule dans la région : la tentative de passage franco-britannique de 1915 vers la mer de Marmara, conçue comme l'opération amphibie la plus importante de la guerre, est repoussée par l'armée ottomane commandée par Mustafa Kemal. Les pertes sont énormes : plus de 200 000 morts tant du côté britannique que du côté turc.